# 제이제이 오코차
오거스틴 아주카 "제이제이" 오코차(영어: Augustine Azuka "Jay-Jay" Okocha, 1973년 8월 14일 ~ )는 나이지리아의 은퇴한 축구 선수다. 포지션은 공격형 미드필더이며 2009년 은퇴를 선언하였다. 전성기 시절 테크닉에 관해서는 프랑스의 지네딘 지단과 비교될 정도였는데 클럽과 대표팀에서 프리킥과 페널티킥을 전담할 정도로 킥 능력이 뛰어났고, 드리블과 개인기 또한 세계 최고라는 평가를 받았고 엄청난 슛파워로 중거리슛에도 능했다. 조카는 풀럼의 앨릭스 이워비이다.

## 수상

### 나이지리아
- 올림픽 축구 : 금메달 (1996)
- 아프로-아시안 네이션스컵 : 우승 (1995)
- 아프리카 네이션스컵 : 우승 (1994), 준우승 (2000), 3위 (2002, 2004, 2006)

### 개인
- FIFA 100 : 2004
- 2002년 FIFA 월드컵 맨 오브 더 매치 : vs. 잉글랜드 (조별리그)